# خایه‌لیسی
خایه‌لیسی یا تی‌بگینگ (به انگلیسی: Teabagging) اصطلاحی است برای نوعی از آمیزش جنسی دهانی که در آن مرد بیضه خود را در دهان شریک جنسی خود قرار می‌دهد. این عمل جز آمیزش‌های غیردخولی است که می‌تواند برای لذت یا برای پیش‌نوازش انجام گیرد.

## آمیزش جنسی دهانی
کیسه بیضه حساس است و جز نواحی شهوت‌خیز به‌شمار می‌رود. درحالی که بعضی از مردان از تحریک کیسه بیضه لذت می‌برند، برخی نیز ممکن است به آن بی‌تفاوت باشند.

## تمسخر
این عمل گاهی بدون رضایت فرد مقابل و برای تمسخر او انجام می‌شود که در برخی از حوزه‌های قضایی تعرض جنسی به‌شمار می‌رود.